# Mühlenberge
Mühlenberge è un comune di 755 abitanti del Brandeburgo, in Germania.

Appartiene al circondario della Havelland ed è amministrato dall'Amt Friesack.

## Storia
Il comune venne formato il 31 dicembre 2002 dalla fusione dei comuni di Haage, Senzke e Wagenitz.

## Geografia antropica

### Suddivisioni amministrative
Il comune di Mühlenberge consta di 3 centri abitati (Ortsteil):
- Haage
- Senzke
- Wagenitz